# نظام الإحداثيات الكروية

نظام الإحداثيات الكروية: نقطة الأصل هي O و محور السمت هو A. نصف قطر النقطة هو r، زاوية الارتفاع هي θ و زاوية السمت هي φ

مقارنة بين نظام الإحداثيات الكروية ونظام احداثيات الثلاثة ابعاد (z, y, x).

في الرياضيات، نظام الإحداثيات الكروية هو نظام إحداثيات للفضاء ثلاثي الأبعاد حيث يُحَدَّد موقع النقطة من خلال ثلاث أعداد: المسافة نصف القطرية المقاسة من نقطة ثابتة تسمى نقطة الأصل، زاوية الارتقاء أو زاوية الارتفاع للنقطة من مستوى ثابت مار بنقطة الأصل و وزاوية السمت وهي زاوية مقاسة ما بين الاسقاط الموازي للخط الواصل بين النقطة ونقطة الأصل على المستوى الثابت من جهة وبين اتجاه ثابت على نفس المستوى.

## تحويل الإحداثيات الكروية إلىإحداثيات خطية ثلاثية
يمكن تحويل الإحداثيات الكروية إلى الإحداثيات الخطية الثلاثية بواسطة عمليات رياضية بسيطة. (أنظر تباين). بعض المسائل في الطبيعة يسهل حلها باستعمال الإحداثيات الخطية، وبعض المسائل يسهل حلها باستخدام الإحداثيات الكروية، مثل انتشار الأشعة حول مصباح أو انتشار الأشعة حول الشمس.
وتذكر الدوامات في المياه، فهذه حالة خاصة من الإحداثيات الكروية وتسمي الإحداثيات الدائرية، وهي تعمل بمعرفة نصف القطر ρ وزاوية واحدة θ.
كما تُستعمل الإحداثيات القطبية في الحياة اليومية لتحديد موقع مدينة على سطح الكرة الأرضية (خط الطول وخط العرض). أي مقياسان اثنان يلزمان لذلك، وهذا صحيح طالما كان نصف القطر للكرة الأرضية ثابت. مثال آخر: لمعرفة مدار المحطة الفضائية الدولية فيكون النظام الإحداثي القطبي هو الأنسب بطبيعة الحال.

الإحداثيات الكروية أو القطبية، وهي نبين موقع نقطة P وإحداثياتها الثلاث: البعد عن المركز ρ، زاوية السمت θ وزاوية الارتفاع φ.